# Radical 145

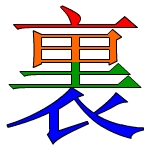
Codage de caractères chinoises: variante de '裏' en méthode Cangjie

Le radical 145, qui signifie le vêtement, est un des 29 des 214 radicaux chinois répertoriés dans le dictionnaire de Kangxi composés de six traits.
Le caractère Unicode de 衣 est 8863.

## Caractères avec le radical 145
| nombre de traits          | caractères |
| ------------------------- | --- |
| Sans trait supplémentaire | 衣 衤 |
| 2 traits supplémentaires  | 补 |
| 3 traits supplémentaires  | 衦 衧 表 衩 衪 衫 衬 |
| 4 traits supplémentaires  | 衭 衮 衯 衰 衱 衲 衳 衴 衵 衶 衷 衸 衹 衺 衻 衼 衽 衾 衿 袀 袁 袂 袃 袄 袅 袆 袇                                          |
| 5 traits supplémentaires  | 袈 袉 袊 袋 袌 袍 袎 袏 袐 袑 袒 袓 袔 袕 袖 袗 袘 袙 袚 袛 袜 袝 袞 袟 袠 袡 袢 袣 袤 袥 袦 袧 袨 袩 袪 被 袬 袭 袮袯 袰 |
| 6 traits supplémentaires  | 袱 袲 袳 袴 袵 袶 袷 袸 袹 袺 袻 袼 袽 袾 袿 裀 裁 裂 裃 裄 装 裆 裇 裈 裉                                                |
| 7 traits supplémentaires  | 裊 裋 裌 裍 裎 裏 裐 裑 裒 裓 裔 裕 裖 裗 裘 裙 裚 裛 補 裝 裞 裟 裠 裡 裢 裣 裤 裥 裦 裧                                 |
| 8 traits supplémentaires  | 裨 裩 裪 裫 裬 裭 裮 裯 裰 裱 裲 裳 裴 裵 裶 裷 裸 裹 裺 裻 裼 製 裾 裿 褀 褁 褂 褃 褄 褐                                 |
| 9 traits supplémentaires  | 褅 褆 複 褈 褉 褊 褋 褌 褍 褎 褏 褑 褒 褓 褔 褕 褖 褗 褘 褙 褚 褛 褜 褝                                                   |
| 10 traits supplémentaires | 褞 褟 褠 褡 褢 褣 褤 褥 褦 褧 褨 褩 褪 褫 褬 褭 褮 褯 褰 褱 褲 褴                                                         |
| 11 traits supplémentaires | 褳 褵 褶 褷 褸 褹 褺 褻 褼 褽 褾 褿 襀 襁 襂 襃 襄 襅 襔                                                                  |
| 12 traits supplémentaires | 襆 襇 襈 襉 襊 襋 襌 襍 襎 襏 襐 襑 襒 襓 襕 襖                                                                           |
| 13 traits supplémentaires | 襗 襘 襙 襚 襛 襝 襞 襟 襠 襡 襢                                                                                          |
| 14 traits supplémentaires | 襜 襣 襤 襥 襦 襧 襨 |
| 15 traits supplémentaires | 襩 襪 襫 襬 襭 襮 |
| 16 traits supplémentaires | 襯 襰 襱 襲 |
| 17 traits supplémentaires | 襳 襴 襽 |
| 18 traits supplémentaires | 襵 襶 襷 |
| 19 traits supplémentaires | 襸 襹 襺 襻 襼 |